# Liste des stations de radio en Bulgarie
Cet article présente la liste des radios en Bulgarie.

## Radios nationales

### Publiques
- Radio nationale bulgare (Българско национално радио)
  - Horizont (en) (Хоризонт)
  - Hristo Botev (en)
  - Radio Bulgarie
- RFI Sofia (anciennement)

### Privées
- Bulgaria on Air
- BG Radio
- City Radio
- Classic FM
- Darik Radio
- Magic FM
- FM+
- Focus
- Fresh
- Veronika
- Jazz FM
- Melody Radio
- Nova News
- NRJ
- N-JOY
- bTV Radio
- Radio 1
- Radio Nova
- Radio Vitosha
- Radio 1 Rock
- The Voice
- Veselina
- Z-Rock